# Болотовское
Болотовское — село в Алапаевском районе Свердловской области России. Подчинено Санкинской сельской администрации Махнёвского муниципального образования.

## Географическое положение
Село Болотовское расположено в 90 километрах (в 140 километрах по автодороге) к северу-северо-востоку от города Алапаевска, на правом берегу реки Тагил (правый приток реки Туры), в двух километрах от устья. В двух километрах к востоку от села расположено озеро Шайтан.

## История села
В начале XX века отмечалось, «что Болотовское село (2 благочиние) Верхотурского уезда, ранее называемое Усть-Тагильское, отстоящее от епархиального города в 320 верстах, расположено на правом берегу Тагил при впадении в реку Туру, а климатические условия местности, занимаемой селом и его приходом, как болотистой, очень не благоприятны для здоровья жителей. Село первоначально было деревнею, состоявшею в приходе села Фоминского, жители которого совместно с деревнями Норициной, Кыртомкой, Митькиной и других, тяготясь дальностью расстояния от приходской церкви, в 1871 году построили церковь и образовали самостоятельный приход. Жители деревни Юрт (Кыртомки), Богачевой, Колмачат и посёлка Чушинского принадлежат к вогульскому племени, не отличающегося от русских за исключение разве лишь того, что не обнаруживают большей склонности к ведению хозяйства и хлебопашества, хотя впрочем последнее вообще в приходе мало развито по причине недостаточного количества пахотной земли и весьма глинистой почвы, требующей большого удобрения. Численность прихода в 1902 году было 495 человек мужского пола и 573 женского. Главными занятиями прихожан являлась рубка леса и вывозка его к пристаням реки Тагила и Туры; гонка лесных „плотов“ по этим рекам в город Тюмень, охота за лесной дичью и рыбная ловля. Для священно-церковно-служителей села имелись два общественных деревянных дома. В состав прихода входят деревни: Норицына в 3 версте, Юрты в 1 версте, Митькина в 3 верстах, Богачева в 3 верстах, Колмачата, в 16 верстах, посёлок Чушинский в 17 верстах».

### Петро-Павловский храм
Каменный одноэтажный храм села построен во имя Святых апостолов Петра и Павла в 1871 году, освящена 7 марта 1871 году. В храме была особо чтимая народом икона Божией Матери Иверская, приобретённая прихожанами в 1891 году в память избавления от бывшей в приходе сибирской язвы на скоте. Церковь была закрыта в 1930-е годы.

## Население
| 2002 | 2010 |
| ---- | ---- |
| 64   | ↘39  |

## Уроженцы
29 февраля (13 марта) 1908 года здесь родился Герой Советского Союза Василий Гаврилович Болотов.